# Optisk kohærens tomografi
Optisk kohærens tomografi (OCT) er en medicinsk imaging teknik indenfor tomografi, som gennem lysbrydning afbilder sub-overflade væv i mikrometer-resolution (svarende til et mikroskop). Det kan sammenlignes med en "optisk ultralydsskanning" af overfladevæv. OCT vækker interesse i den kliniske lægevidenskab, fordi det giver vævsmorfologiske billeder i meget højere opløsning (bedre end 10 μm) end andre billeddiagnostiske modaliteter såsom MR-skanninger eller ultralyd. OCT bruges i dag klinisk i oftalmologien, mens forskning har vist potentiale for klinisk brug indenfor dermatologien og kardiologien. Udviklingen af OCT indenfor dermatologien har vakt særlig interesse, da OCT er en in vivo procedure, og har vist mulighed for at erstatte histologiske biopsi-prøver ved mange tilfælde, derved ændrer OCT diagnose-tilgangen til en lang række hudsygdomme, særlig nævnværdigt indgår mange typer af hudkræft.
OCT er begrænset til afbildninger der går 1-2 mm under vævsoverfladen, da andelen af lys, som undslipper uden spredning i det dybere væv ikke er tilstrækkeligt til at blive målt. Vævet behøver ingen behandling op til en skanning og billeder kan opnås "berøringsfrit" uden kontakt med apparaturet, eller gennem et kontaktpanel.
OCT har en række fordele, herunder:
- In vivo sub-overflade skanninger i mikroskopisk opløsning
- Real-time direkte billeddannelse af vævsmorfologien
- Ingen biopsi-prøver, af den grund heller ingen tidskrævende vævsforberedelse
- Ingen ioniserende stråling

OCT leverer sin høje opløsning, da den er baseret på lys, i stedet for lyd eller radiofrekvens. Det fungerer ved en optisk stråle rettes mod vævet, og en lille del af dette lys, som afspejles fra overfladevævet opsamles. Lyset reflekteres ikke, men derimod brydes det i en række retninger med store vinkler. I konventionel billedbehandling vil dette forstyrre billedet, men ved OCT bruges interferometri til at måle den optiske vejlængde af fotonerne, som har spredt sig flere gange før endelig registrering. OCT kan således danne klare 3D-billeder af biologisk væv, ved at afvise baggrundsstøj, samtidig med at det samler lys direkte fra vævet af interesse.
OCT teknologien har udviklet sig hastigt efter dens potentiale for klinisk anvendelse blev demonstreret for første gang i 1991. OCTs oprindelse stammer fra den tidlige arbejde på hvid-lys interferometri, der ledte til udviklingen af optisk kohærens-domæne reflektomtri (OCDR), som er en en-dimensionel optisk interval teknik. OCDR bruger korte kohærens lys længder og interferometri detektions teknikker til at opnå høj-sensitiv, høj-resolutions interval information og blev brugt til at finde fejl i optiske kabler og netværkskomponenter.